# Dél-dunántúli nyelvjárás

Dél-dunántúli nyelvjárási régió

A dél-dunántúli nyelvjárási régió a magyar nyelv nyelvjárásainak egyike.

## Jellemzői
A régió jellemzői:
- Zárt ë-ző (dëszka, lë, së)
- erős az ö-zés (kendör, löhet, mönünk)
- néhol előfordul a nyílt é-zés (kégyó "kígyó", késér "kísér")

A tárgyas igeragozás esetében Baranyában és Somogy déli felén elterjedt a mondi, monditok, mondik ("mondja, mondjátok, mondják") szavak, birtokos személyjelzésben a lovik, kertyik ("lovuk, kertjük") szavak.
Baranyában az "l" hang előtt "e" helyett "ö"-t használnak (köll, fölköl). Néhol a "nyílt e" "á"-hoz közelítő hanggá válik (ámber, álmegy).

## Típusai
A területe nyelvjárástípusai.
- közép-somogyi nyelvjárás
- dél-somogyi nyelvjárás
- észak-baranyai nyelvjárás
- dél-baranyai nyelvjárás